# Maletín
Maletín (en allemand : Moletein) est une commune du district de Šumperk, dans la région d'Olomouc, en République tchèque. Sa population s'élevait à 426 habitants en 2023.

## Géographie
Maletín se trouve à 11 km au nord-est de Moravská Třebová, à 12 km au sud-ouest de Zábřeh, à 24 km au sud-ouest de Šumperk, à 41 km au nord-ouest d'Olomouc et à 172 km à l'est-sud-est de Prague.
La commune est limitée par Hynčina et Krchleby au nord, par Mírov à l'est et au sud, par Borušov au sud-ouest et par Staré Město au nord-ouest.

## Histoire
La première mention écrite de la localité date de 1317.

## Administration
La commune se compose de trois sections :
- Javoří
- Nový Maletín
- Starý Maletín

## Transports
Par la route, Maletín se trouve à 30 km de Šumperk, à 59 km d'Olomouc et à 249 km de Prague.